# Hemithyrsocera fulmeki
Hemithyrsocera fulmeki es una especie de cucaracha del género Hemithyrsocera, familia Ectobiidae.

## Distribución
Esta especie se encuentra en Indonesia (Sumatra) y China (Yunnan y Fujian).